# Helen König
Helen König in Scavini (1886 – 1974) è stata un'imprenditrice e ceramista italiana.

## Biografia
Nasce a Torino da madre austriaca e padre tedesco, il padre si era trasferito a Torino nel 1885 in seguito alla nomina a responsabile della Reale Stazione Agraria.
Helen, chiamata in famiglia Helenchen (da cui deriva il termine "Lenci") in seguito alla morte del padre, trascorre parte della gioventù tra Losanna e Francoforte, nel 1906 frequenta la scuola d'arte applicata a Düsseldorf, in Germania, diplomandosi nel 1907 in fotografia.
A Düsseldorf inizia a frequentare l'ambiente dei ceramisti.
Nel 1915 Helen König torna a Torino, dove conosce e sposa Enrico Scavini. Dopo la perdita del suo primo figlio a causa dell'influenza spagnola, per distrarsi comincia a creare bambole e modelli in ceramica.
Nel 1919 fonda col marito la fabbrica di giocattoli "Ars Lenci", dal 1928 l'azienda inizia anche a produrre ceramiche artistiche. Tra i collaboratori della manifattura ceramica anche Gigi Chessa e Marcello Dudovich.
In seguito alla crisi del 1929 nell'azienda subentrano soci esterni che la rileveranno nel 1936, Helen rimane come direttore artistico, nel 1938 muore il marito Enrico, tre anni dopo Helen decide di terminare l'attività da ceramista per dedicarsi all'antiquariato.
Muore a Torino nel 1974.